# Zubní kámen

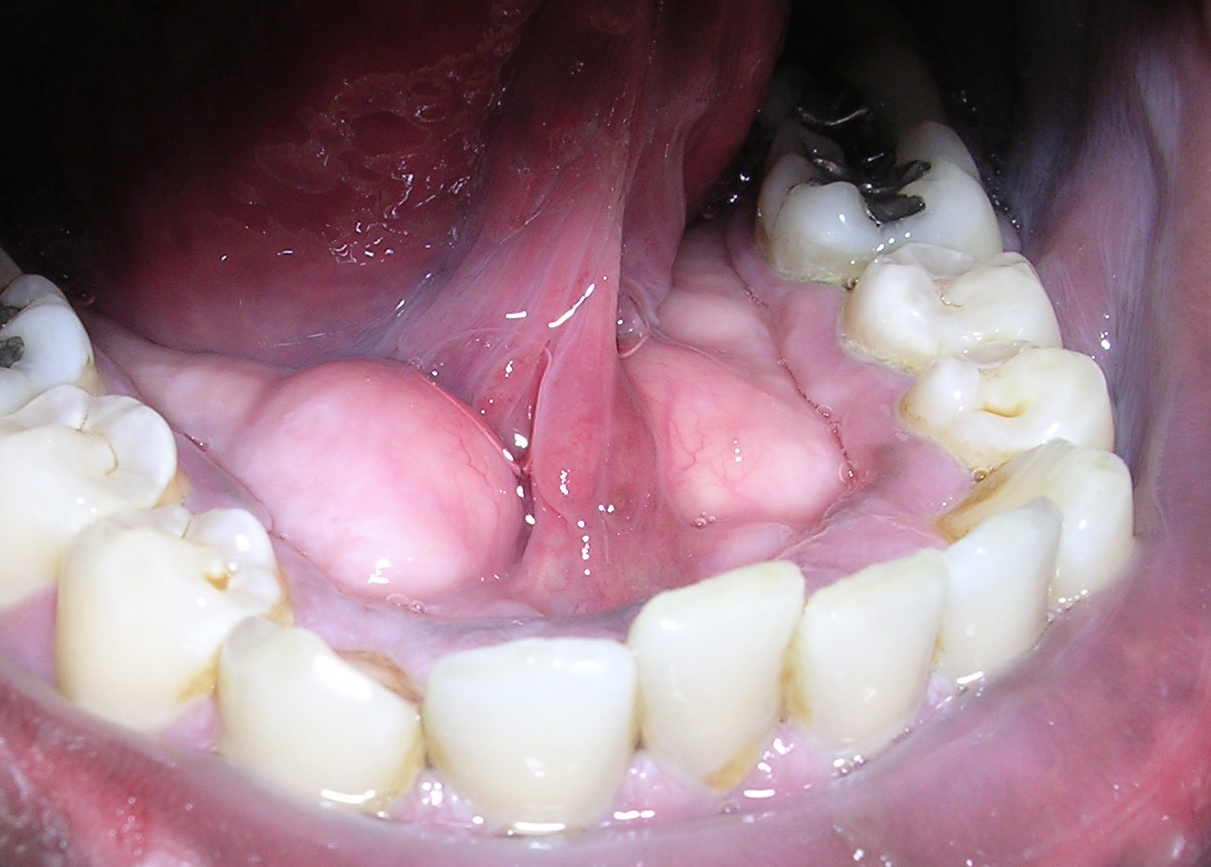
Nedostatečné odstraňování zubního plaku vedlo ke vzniku zubního kamene u základů takřka všech zubů (tmavší části)

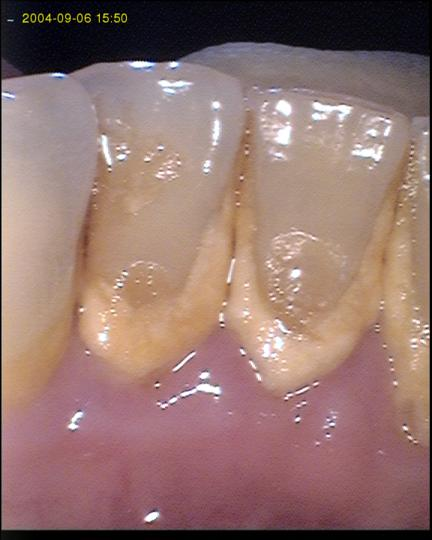
Zubní kámen na vnitřních plochách dolních zubů

Zubní kámen se tvoří ze zubního plaku, na kterém se ukládají minerální látky ze slin a zbytků potravin. Původně měkký a snadno odstranitelný povlak již nelze odstranit za pomoci zubní pasty a kartáčku. Ze zubního kamene se uvolňují látky, které jsou pro dásně dráždivé a agresivní. Dásně jsou posléze zčervenalé, oteklé, a když jsou zanícené, vzniká tzv. zánět dásní. Zubní kámen nikdy nezpůsobuje bolest, ale je příčinou vzniku zánětu dásní a ten již bolest způsobuje.

## Odstranění zubního kamene
Existují zubní pasty, které jsou speciálně určené proti vzniku zubního kamene. Ty ale působí skutečně jen proti jeho vzniku. Již existující zubní kámen nelze odstranit jakoukoli volně prodejnou zubní pastou.
Zubní kámen se odstraňuje buď ultrazvukem nebo mechanicky ručními nástroji a pastou v přibližně ročním intervalu. Tento zákrok provádí zubní lékař nebo také zubní hygienista, specialista na prevenci problémů s chrupem. Zákrok se nazývá kyretáž (deep scaling), ale jeho účinnost, jako prevence zubního kazu, je ale (např. organizací Cochrane Collaboration) zpochybňována (navíc může vést k poškozování zubů).